# Pisocarpium
Pisocarpium is een monotypisch geslacht van schimmels uit de familie van de Sclerodermataceae. Het bevat alleen de soort Pisocarpium arenarium.